# Frente Homosexual de Acción Revolucionaria (Francia)
El Front homosexuel d'action revolutionnaire (FHAR) (Frente homosexual de acción revolucionaria en español) es un movimiento fundado en París en 1971, resultante del acercamiento entre las feministas lesbianas y los activistas gais. Guy Hocquenghem y Françoise d'Eaubonne fueron dos de las principales figuras del movimiento. Entre otros miembros se podía contar con Christine Delphy, Daniel Guérin, Laurent Dispot y Jean Le Bitoux. Cesó su actividad en 1976.
El FHAR es especialmente conocido por haber dado visibilidad radical a la lucha homosexual durante los setenta, siguiendo la estela de los levantamientos estudiantiles y proletarios de 1968, que habían dejado un poco de espacio para la liberación de mujeres y homosexuales. En ruptura con antiguos grupos homosexuales menos virulentos y más conservadores, el FHAR reivindicó la subversión al estado «burgués y heteropatriarcal», así como eliminar los valores machistas y homófobos de la izquierda.
La deriva de las reuniones en encuentros sexuales masculinos (en instalaciones públicas) y el incremento del número de hombres en el grupo, que provocó inevitablemente que las cuestiones feministas y la voz de las lesbianas se fueran arrinconando cada vez más, acabaron por traer a la escisión del grupo, apareciendo los Groupes de libération homosexuelle (GLH, Grupos de liberación homosexual) y Gouines rouges, en el seno del MLF.

## Fundación y comienzos
El grupo se formó originalmente como una alianza entre las feministas del MLF y lesbianas provenientes de la asociación Arcadie, a la que se unieron gais en febrero de 1971. Aunque tuvo un precedente en la cuelga de un cartel firmado por el Comité d'action pédérastique révolutionnaire (Comité de acción pederasta revolucionario) colgado en la Sorbona durante el mayo de 1968. El grupo organizaba las reuniones en la Escuela de Bellas Artes de París.
El 5 de mayo de 1971 el grupo interrumpió un acto contra el derecho al aborto, y el 19 de marzo adquirieron notoriedad pública al irrumpir y perturbar la emisión de un programa de Ménie Gregoire en el que se trataba el tema de la homosexualidad en la cadena radio Luxembourg.
El nombre que eligieron Front Homosexuel d'Action Révolutionnaire, con las siglas FHAR, nunca fue registrado oficialmente, sino que se inscribieron como Fédération Humaniste Anti-Raciste.
El grupo hacía sus comunicados a través del periódico de izquierdas Tout. Reivindicaban la libertad sexual de todos los individuos. En una de sus declaraciones aludieron al Manifiesto de las 343 putas:

Nous sommes plus de 343 salopes

Nous nous sommes faits enculer par des Arabes

Nous en sommes fiers et nous recommencerons
Nosotras somos más de 343 putas

Nos dejamos encular por árabes

Estamos orgullosas de ello y lo repetiremos

Esta obra fue incautada por la policía y el director de la publicación, Jean-Paul Sartre, fue procesado. Aunque el FHAR interpuso una demanda en el Consejo constitucional alegando un ataque a la libertad de expresión  y en julio de 1971 la investigación fue paralizada.
El FHAR denunció el heterosexismo y la medicalización de la homosexualidad. En 1971 irrumpieron en el congreso internacional de sexología de San Remo. También irrumpieron en mítines del partido comunista en particular en uno en la Mutualité en donde Jacques Duclos dijo: "¡Váyanse a que les curen, banda de pederastas, el PCF está sano!"

## Escisiones
El incremento del número de hombres en el grupo creó tensiones respecto a los objetivos lo que llevó a la mayoría de las mujeres del FHAR a romper con él para crear un nuevo grupo, Gouines rouges ("bolleras" rojas), en junio de 1971, con los principales objetivos de luchar contra el sexismo y la falocracia.
Se formaron otros grupos como: Gazolines y los periódicos Fléau social (plaga social) y Antinorm, que publicaron Rapport contre la normalité (informe contra la normalidad) hasta 1971 y un amplio número especial Research dirigido por Félix Guattari en 1973. Aunque todos estos grupos se reconocían bajo la filosofía del FHAR y sus lemas como: "Prolétaires de tous les pays, caressez-vous !" (proletarios de todos los países acariciáos), "Lesbiennes et pédés, arrêtons de raser les murs !" (Lesbianas y maricones dejad de rascar las paredes), y su lucha común contra los  "polis heterosexuales".

## Declive y legado
Poco a poco los miembros del grupo empezaron a dejarlo por distintos motivos: Daniel Guérin a causa de los excesos cometidos por Gazolines en el entierro de un maoísta que había sido asesinado por un vigilante en 1972, en cambio, Françoise d'Eaubonne dijo que se había convertido solo en un sitio para ligar.
La policía prohibió las reuniones en la escuela de bellas artes en febrero de 1974, y el FHAR abandonó sus acciones espectaculares.
Tras su disolución las reivindicaciones del FHAR, tan diferentes a las llamadas de tolerancia social y discreción de los homosexuales del grupo Arcadie, fueron seguidas por asociaciones homosexuales y grupos de los años 1980 como Universités d’été euroméditerranéennes des homosexualités y Comité d'urgence anti-répression homosexuelle (CUARH) de 1979, o la revista Gai pied.
El radicalismo del movimiento y su alta politización se repitieron en los grupos del movimiento LGBT de los años 1990 inspirando en parte el movimiento Queer de Estados Unidos y Francia.